# Rik van IJzendoorn
Rik van IJzendoorn est un coureur cycliste néerlandais, né le 22 août 1987 à Ochten.

## Biographie
Rik van IJzendoorn naît le 22 août 1987 à Ochten. Son père est également un ancien coureur cycliste, et son frère aîné Eddy² pratique aussi le cyclisme en compétition. 
Spécialiste du cyclo-cross, Rik se classe notamment deuxième du championnat des Pays-Bas de cyclo-cross juniors en 2005, derrière Boy van Poppel. Il court ensuite au sein de l'équipe continentale belge Palmans Collstrop durant deux ans, avant de retourner dans les rangs amateurs néerlandais. Il se consacre davantage au cyclisme sur route à partir de 2010.
En début de saison 2015, il est diagnostiqué d'un diabète de type 1, à l'âge de 28 ans. L'année suivanten il rejoint l'équipe de formation de Novo Nordisk, composée uniquement de coureurs diabétiques. Il réalise plusieurs tops 10 sur des épreuves américaines, et se voit ainsi proposer un contrat professionnel dans l'équipe première pour la saison 2017, après y avoir été stagiaire en fin d'année. Il dispute sa première course sous ses nouvelles couleurs dès le mois de janvier, lors du Challenge de Majorque. Au mois de mars, il participe à Milan-San Remo, son premier monument, qu'il termine à la 190e place.
En fin d'année 2018, il n'est pas conservé par sa formation Novo Nordisk. 

## Palmarès en cyclo-cross
- 2004-2005
  - 2e du championnat des Pays-Bas de cyclo-cross juniors